# Organisations considérées comme terroristes par la Sécurité nationale australienne
Liste des organisations considérées comme terroristes par la Sécurité nationale australienne.
- Abou Sayyaf 14 novembre 2002
- Al-Qaïda 21 octobre 2002
- Al-Qaïda au Maghreb islamique 14 novembre 2002
- Al-Qaïda en Irak (Abou Moussab Al-Zarqaoui) 2 mars 2005

- Harakat al-Chabab al-Moudjahidin 21 août 2009
- Ansar al-Islam (Ansar us-Sunna) 27 mars 2003
- Jaych Aden Al Islami-Abyane 11 avril 2003
- Usbat al-Ansar 11 avril 2003
- Brigades Izz al-Din al-Qassam 9 novembre 2003
- Hezbollah (seulement sa branche extérieure) 5 juin 2003
- Jaish-e-Mohammed 11 avril 2003
- Jamiat ul-Ansar (Harakat ul-Mujahidin) 14 novembre 2002
- Jemaah Islamiyah (Indonésie) 27 octobre 2002
- Jihad islamique palestinien 3 mai 2004
- Lashkar-e-Jhangvi 11 avril 2003
- Lashkar-e-Toiba 9 novembre 2003
- Mouvement islamique d'Ouzbékistan 11 avril 2003
- Parti des travailleurs du Kurdistan (PKK) 17 décembre 2005